# Plat, Mežica
Plat je naselje v Občini Mežica.